# Koktepe
Koktepe o Kok Tepe es un yacimiento arqueológico en Uzbekistán, situado a unos 30 km al norte de Samarcanda. A diferencia de este último, Koktepe apenas estaba habitado después de la Antigüedad. El sitio fue excavado desde 1994 a 2008 por Mafouz, la misión arqueológica franco-uzbeka de Sogdiana. Se ha descubierto la sepultura de una princesa sármata del  siglo I. Koktepe era probablemente conocida por los escritores antiguos como la ciudad de Gabae.
La colina donde se hallan las ruinas tiene aproximadamente 400 × 400 m de superficie. En el sudeste se encuentran los restos de una ciudadela (también conocida como acrópolis). Durante las excavaciones se pudieron distinguir diferentes capas, que representan etapas individuales en el desarrollo urbano. Se observó que a una ciudad con arquitectura urbanizada le siguieron capas estratigráficas con edificios hechos de simples postes de madera. Esto puede indicar que la población fue nómada en algún momento de su historia.
La ocupación de Koptepe abarca desde el último tercio del segundo milenio a. C. hasta el siglo III a. C.
La denominada capa Koktepe I data de la transición de la Edad del Bronce a la  del Hierro (después de 1500 a. C.). Sobre todo se ha exhumado cerámica pintada hecha a mano. En esta época toda la ciudadela parece haber sido habitada. Después de esta fase, el lugar probablemente quedó deshabitado. Alrededor de 700 a. C., nuevamente fue poblada.
Se excavaron dos patios monumentales, que fueron fortificados con una muralla y torres. Sobre 550 a. C., ambas instalaciones fueron abandonadas, tal vez como resultado de una invasión nómada. Poco después, se construyeron dos grandes (plataformas D y E, Koktepe IIIa), que probablemente tuvieron funciones religiosas y estuvieron relacionadas con la llegada de los aqueménidas. La plataforma E se construyó en dos fases, y medía 11 000 m², y según el arqueólogo Claude Rapin era un zigurat. No está claro cuánto duró el dominio aqueménida en esta área. Desde el período Koktepe IIIb hubo edificios residenciales y cerámicas provenientes del Imperio aqueménida. La datación de la capa es problemática: los ladrillos rectangulares de los edificios residenciales indican que el asentamiento data más del período seléucida inicial, pero tal vez poco antes del rey persa Darío III. 
Es probable que Koktepe IV surgiera poco después, con la ciudad probablemente abandonada pronto, tal vez en relación con la campaña de Alejandro Magno (329 a. C.).

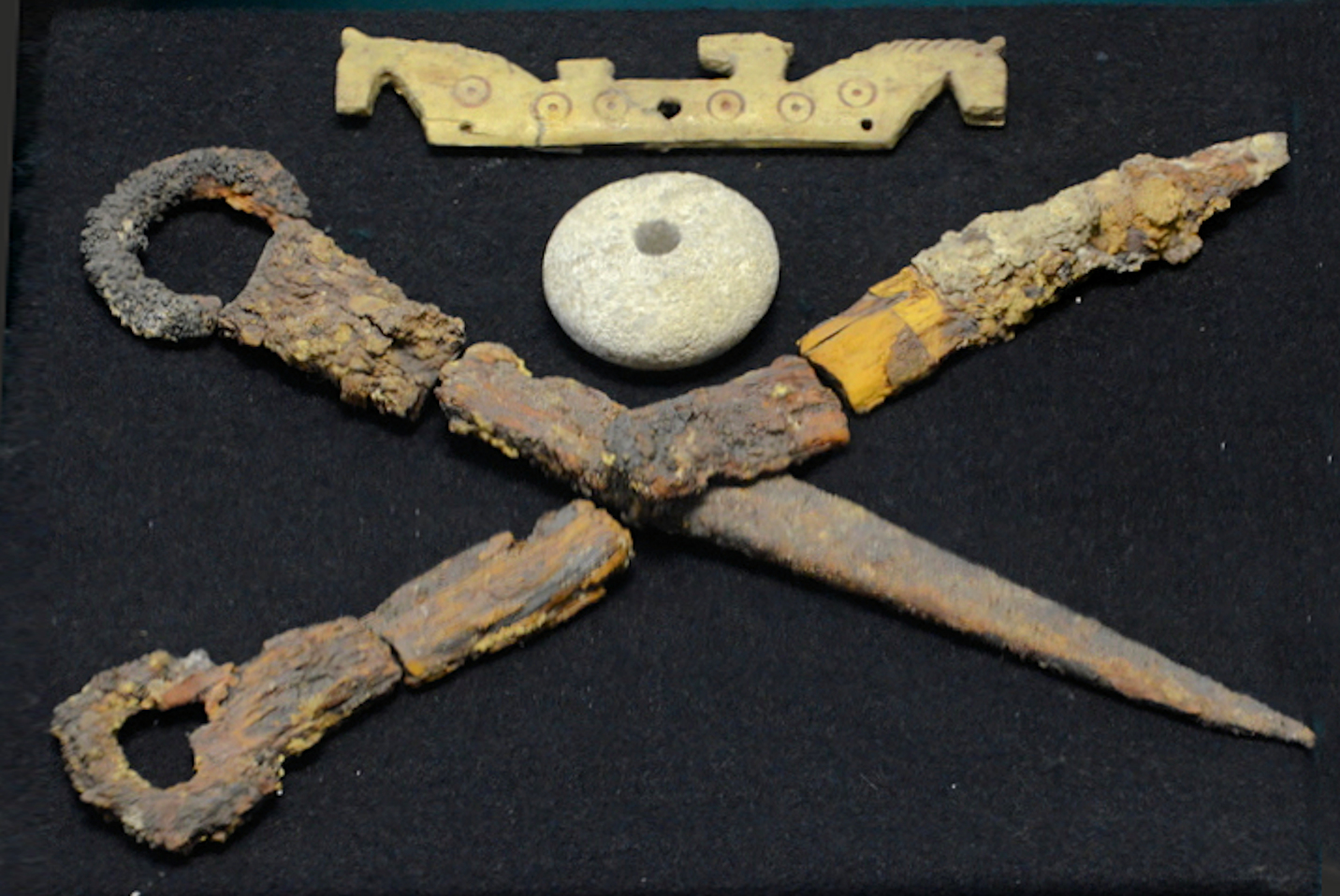
Artefactos de Koktepe.

Posteriores al reino grecobactriano, se han encontrado algunos enterramientos (Koktepe V), que pueden atribuirse a los yuezhi, quienes alrededor del 145 a. C., invadieron la región.
Se exhumó una tumba femenina ricamente decorada, de comienzos del siglo I, bajo un túmulo (Koktepe VI). Se encontró un espejo chino, un incensario, un recipiente de bronce y 345 túnicas doradas. La sepultura es sorprendentemente similar a las de Tillia tepe.

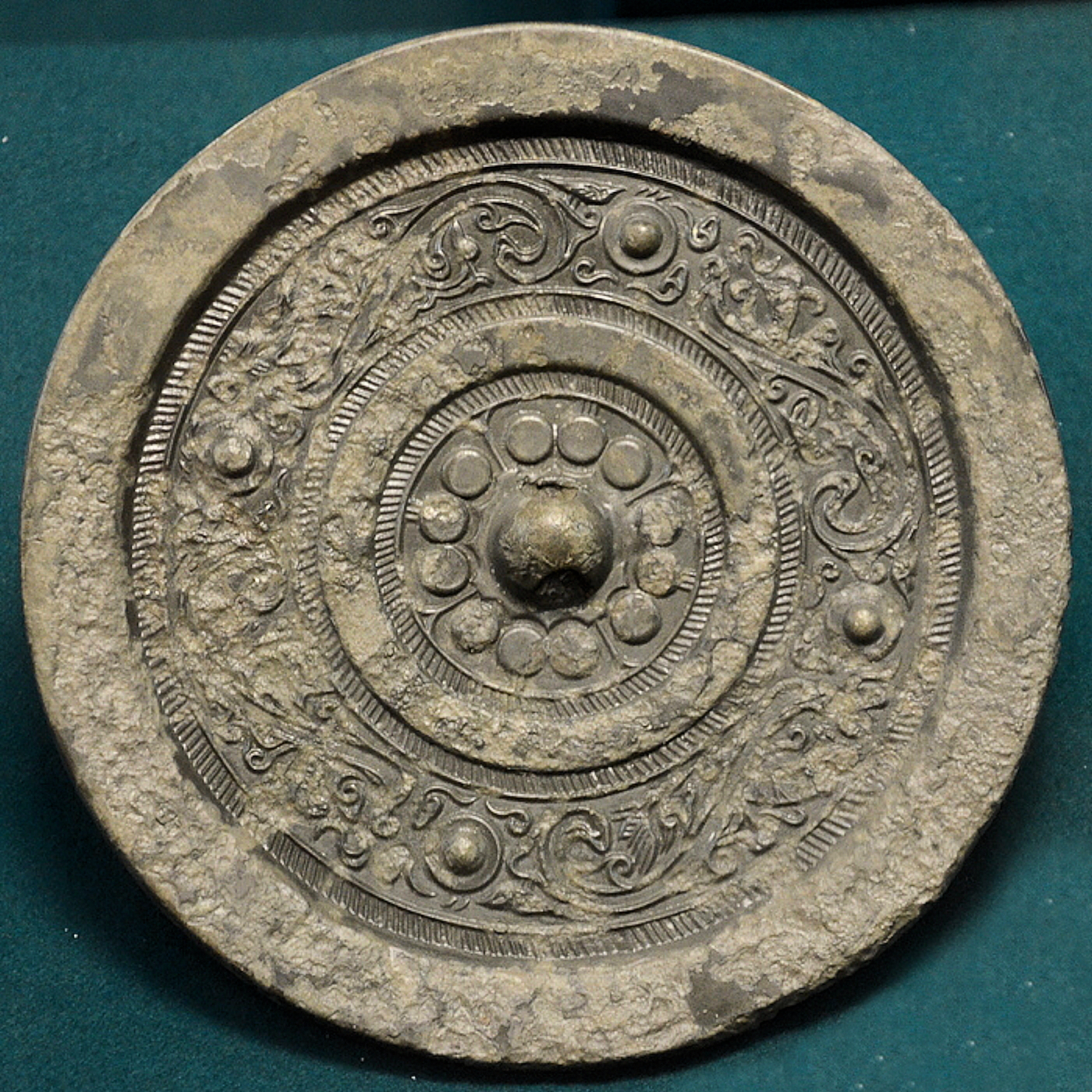
Espejo chino de la tumba de Koktepe, 200 a. C.-1 a. C.